# Округ Лајон (Невада)
Округ Лајон (енгл. Lyon County) је округ у америчкој савезној држави Невада.

## Демографија
По попису из 2010. године број становника је 51.980, што је 17.479 (50,7%) становника више него 2000. године.
| Група             | 2000.          | 2010.          |
| Белци             | 28.791 (83,4%) | 40.634 (78,2%) |
| Афроамериканци    | 225 (0,7%)     | 417 (0,8%)     |
| Азијати           | 210 (0,6%)     | 725 (1,4%)     |
| Хиспаноамериканци | 3.784 (11,0%)  | 7.674 (14,8%)  |
| Укупно            | 34.501         | 51.980         |